# Соколово (Железнодорожное сельское поселение)
Соколово — деревня в Шекснинском районе Вологодской области.
Входит в состав сельского поселения Железнодорожного, с точки зрения административно-территориального деления — в Железнодорожный сельсовет.
Расстояние по автодороге до районного центра Шексны — 20 км, до центра муниципального образования Пачи — 2 км. Ближайшие населённые пункты — Пача, Шайма, Курово.
По переписи 2002 года население — 11 человек.